# Getreidekasten Kirchenstraße 6 (Urspring)

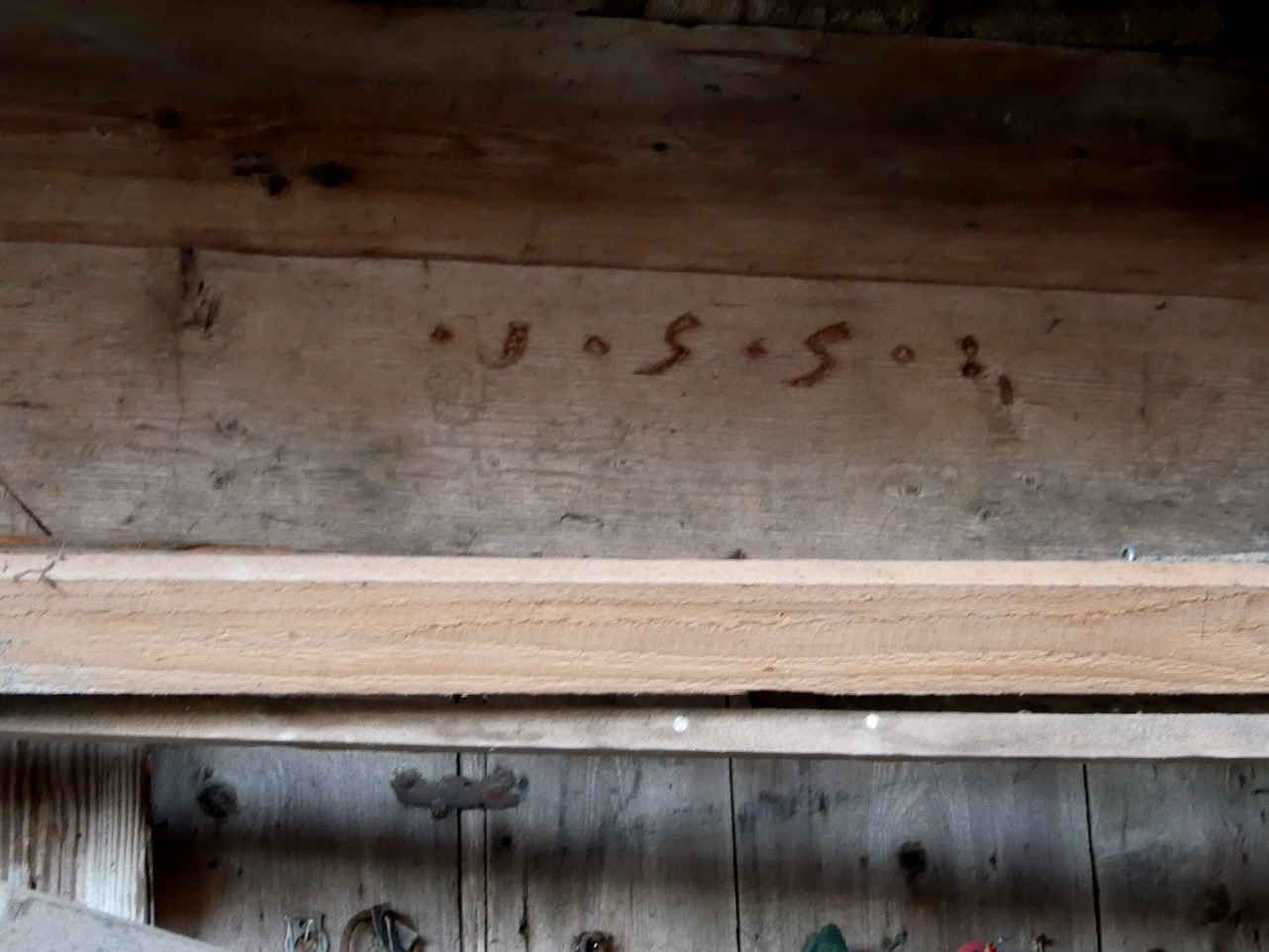
Getreidekasten in Urspring, Türsturz mit Jahreszahl 1558

Der Getreidekasten Kirchenstraße 6 in Urspring, einem Gemeindeteil von Steingaden im oberbayrischen Landkreis Weilheim-Schongau, wurde 1558 errichtet. Der ehemalige Getreidespeicher, der zu den ältesten im Landkreis Weilheim-Schongau gehört, ist ein geschütztes Baudenkmal.
Der eingeschossige Bau ist auf dem Türsturz mit der Jahreszahl 1558 bezeichnet. Er befand sich ursprünglich in einem Stadel an der Straße und wurde 1984 versetzt.